# Elsie Kupfer
Elsie Mabel Kupfer (* 5. September 1877 in Bayreuth; † 15. Mai 1974 in New York City) war eine deutschamerikanische Botanikerin. Ihr botanisches Autorenkürzel ist Kupfer.

## Leben
1899 schloss Kupfer mit dem Lizenziat in Biologie an der Columbia University ab. 1901 folgte der Master of Science. Danach arbeitete sie als Lehrerin an der Wadleigh High School for Girls in New York. 1907 promovierte sie in Columbia mit der Arbeit Studies in plant regeneration. Sie war Mitglied im Torrey Botanical Club und der New York Biology Teachers’ Association.
Sie arbeitete vor allem an der Klassifizierung von Pilzen. Außerdem forschte sie über die Regeneration von Pflanzen, insbesondere unter welchen Bedingungen diese ihre Triebe und Wurzeln ersetzen.